# Station Ottersberg (Han)
Station Ottersberg (Han) (Bahnhof Ottersberg (Han), volledig Bahnhof Ottersberg (Hannover)) is een spoorwegstation in de Duitse plaats Ottersberg, in de deelstaat Nedersaksen. Het station ligt niet in de dorpskern van Ottersberg, maar in de wijk Ottersberg-Bahnhof. Deze wijk ligt ongeveer 1 kilometer van Ottersberg af en is gebouwd rond het station. Het station ligt aan de spoorlijn Wanne-Eickel - Hamburg. Op het station stoppen alleen treinen van metronom. In de toekomst zal het station onderdeel uitmaken van de Regio-S-Bahn Bremen/Niedersachsen, wanneer de lijn RS 5 in dienst komt. Het station telt twee perronsporen, waarvan één eilandperron.

## Treinverbindingen
De volgende treinserie doet station Ottersberg (Han) aan:
| Serie | Treinsoort              | Route | Bijzonderheden |
| ----- | ----------------------- | --- | -------------- |
| RB 41 | Regionalbahn (metronom) | Hamburg Hbf – Hamburg-Harburg – Buchholz (Nordheide) – Tostedt – Rotenburg (Wümme) – Ottersberg (Han) – Bremen Hbf |                |